# Дијебала
Дијебала су бивше насељено место у општини Ровишће, Хрватска. До нове територијалне организације у Хрватској место је припадало бившој великој општини Бјеловар. На попису 2001. године насеље је укинуто и припојено насељу Предавац.

## Становништво
| Националност       | 1991.        |
| Хрвати             | 176 (93,61%) |
| Срби               | 0            |
| Југословени        | 0            |
| остали и непознато | 12 (6,38%)   |
| Укупно             | 188          |